# Kiki Romero
Enrique « Kiki » Romero González, né le 8 juillet 1929, à Ciudad Juárez, au Mexique et décédé le 13 novembre 1992, à El Paso, aux États-Unis, est un ancien entraîneur mexicain de basket-ball.